# Franz Wassermann
Franz Wassermann (* 1963 in Hall in Tirol) ist ein österreichischer Bildhauer.

## Leben
Franz Wassermann ist 1963 als das älteste von drei Geschwistern in Tirol geboren. Nach dem HTL-Abschluss arbeitete er zunächst in verschiedenen sozialen Einrichtungen (unter anderem Jugendbetreuung, Altenbetreuung, Aidshilfe) und als Museumswärter, bevor er 1989 seine Arbeit als Künstler aufnahm. Seither ist er international als Bildhauer tätig; seine Werke wurden unter anderem im Kunsthaus Hamburg, im MuseumsQuartier Wien, bei der Weltausstellung EXPO Lissabon und bei der SWAB Barcelona gezeigt. Franz Wassermann lebt und arbeitet in Wien.

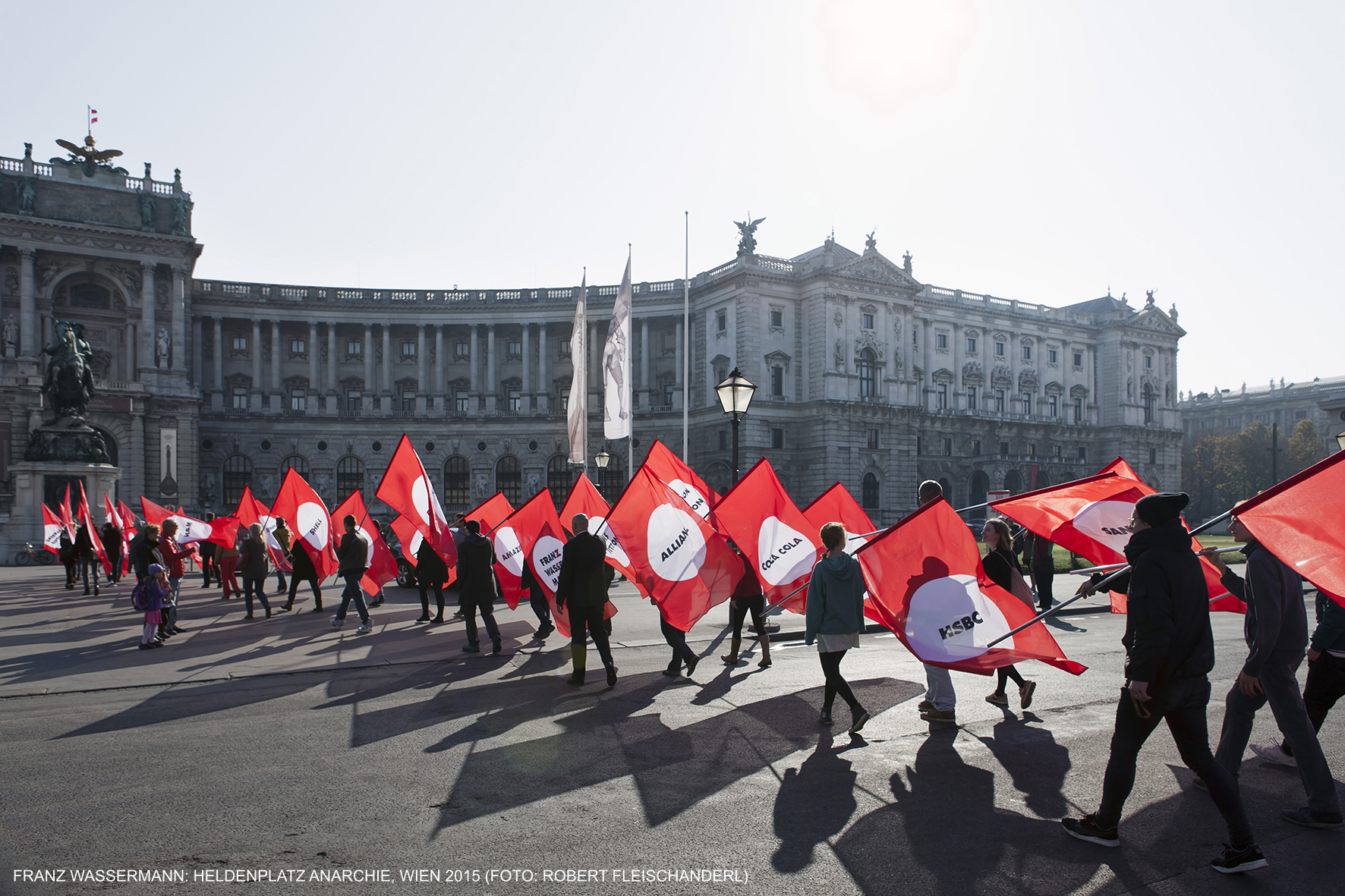
Franz Wassermann, HELDENPLATZ / ANARCHIE, 2015

## Werk
Wassermanns politische Skulpturen untersuchen Machtstrukturen anhand von Tabuthemen wie sexuellem Missbrauch, Nationalsozialismus und Erinnerungskultur, Migration und der Rolle der Medien. Um frei von Zensur arbeiten zu können, realisiert Wassermann viele seiner Projekte im öffentlichen Raum. Seine Skulpturen sind in internationalen Kunstinstitutionen zu sehen, etwa im Museumsquartier Wien und bei der Internationalen Kunstbiennale Schardscha in den Vereinigten Arabischen Emiraten. Der Fotograf Robert Fleischanderl schreibt: „Franz Wassermann beschäftigt sich in seinen Arbeiten immer wieder mit dem Verhältnis zwischen dem Einzelnen und dem Kollektiv. Das Verhalten einer Mehrheit gegenüber einer Minderheit oder einem Einzelnen ist auch immer ein Spiel der Mächte, und da die Geschichte von den Mächtigen geschrieben wird, werden die unangenehmen Kapitel oft ausgelassen. Er spürt diesen Vorgängen zwischen der Masse, der Mehrheit und dem Individuum, der Minderheit, dem Ich nach. Dies macht er mit Akribie, Sorgfalt und Verantwortungsbewusstsein diesen vielfältigen und allzu oft verleugneten und vergessenen Prozessen gegenüber.“

## Werke
- In BARBIE+KEN=HIV+ (1996) thematisierte Franz Wassermann die Stigmatisierung von HIV-positiven und an Aids erkrankten Menschen. Der Künstler bat Betroffene, ihm Alltagsgegenstände zur Verfügung zu stellen, und versah sie mit Zuwendungsaufforderungen wie zum Beispiel: „liebe mich“, „schlage mich“, „verachte mich“. Zusätzlich wurden die Gegenstände mit einem grünen Punkt markiert, der in Innsbruck – dem damaligen Wohnort des Künstlers – in Krankenhäusern verwendet wurde, um Akten von HIV-positiven Menschen zu kennzeichnen. Auf die Präsentation der Arbeit im Internet reagierte der Spielzeugkonzern Mattel mit der Androhung einer Klage. Dennoch konnte BARBIE+KEN=HIV+ in London, München und Burghausen gezeigt und fortgesetzt werden.[1]

- Für das Kunstprojekt IKONEN (1998) kaufte Franz Wassermann Originalarbeiten von Künstlern, die als Kultfiguren der modernen und zeitgenössischen Kunst gelten: Angelika Kauffmann, Joseph Beuys, Arnulf Rainer uvm. Diese Kunstwerke versenkte er performativ in wassergefüllten Plexiglasbehältern, wo die Arbeiten nach und nach zerfielen und sich auflösten.[2]

- In dem vierteiligen Projekt SCHUBHAFT (2001) thematisierte Wassermann die Illegalisierung von Asylwerbern und Flüchtlingen. Er besuchte in Schubhaft gefangengehaltene Menschen und organisierte eine performative Demonstration im öffentlichen Raum Innsbrucks, wo er die Fluchtgründe der Inhaftierten als Slogans einsetzte, zum Beispiel „Ich bin in Schubhaft, weil ich Christ bin“ und „Ich bin in Schubhaft, weil ich gefoltert und vergewaltigt wurde“. Dann besetzte Wassermann den Innenhof der Galerie im Taxispalais, der direkt an das Tiroler Landhaus angrenzt. Während der Besetzung spielte Wassermann Audiodateien ab, in denen Flüchtlinge ihre Geschichte erzählen, sodass die Beamten, die im Landhaus Gesetze beschließen und vollziehen, sie hören mussten. In der letzten Phase des Projekts weihte Wassermann ein Wohnmobil, um ihm den Status eines Kirchenraumes zu verleihen. In diesem mobilen Schutzraum fuhr der Künstler Flüchtlinge von Italien bis nach Deutschland.[3]

- In dem Video ATEM (2003) gewährt der Künstler Einblick in den Sterbeprozess seines Vaters Franz Wassermann. Das Video zeigt den offen stehenden Mund des Sterbenden, durch den pfeifend und dennoch beharrlich Luft eingesogen und ausgestoßen wird.[4]

- Im Kunstprojekt TEMPORÄRES DENKMAL (2004) erinnert Franz Wassermann an die 360 Patienten der Psychiatrie im Landeskrankenhaus Hall in Tirol, die durch die nationalsozialistische Euthanasie ermordet wurden.  Wassermann setzte diesen Menschen durch fünf künstlerische Interventionen ein lebendiges Denkmal, zum Beispiel indem er die Gemeinden der Ermordeten bat, Straßen nach den Opfern  zu benennen.[5]

- In NARBEN (2008) untersuchte Wassermann den sexuellen Missbrauch an Kindern und Jugendlichen. In drei Projektphasen machte der Künstler das Thema im öffentlichen Raum sichtbar; unter anderem plakatierte er einen Aufruf, in dem er von Missbrauch betroffene Menschen bat, ihm Gegenstände, die mit ihrer Geschichte in Verbindung stehen, anzuvertrauen.[6]

- Für die partizipative Skulptur WE ME (2014) entwarf Wassermann 16 Aluminiumwürfel, die von den Besuchern individuell zu verschiedenen Arten von Podesten zusammengesetzt werden konnten, wie zum Beispiel einem Rednerpult, einem Siegerpodest oder einem Laufsteg. Diese Podeste können sowohl in der Galerie als auch im öffentlichen Raum variiert und verwendet werden. Im Rahmen der Performance MACH DICH SICHTBAR! (MQ Wien, Yellow Cube, 2014) machte der Künstler die Podeste den Besuchern des Museumsquartier Wien zugänglich.[7][8][9]

- In der Performance HELDENPLATZ / ANARCHIE (2015) marschierte Franz Wassermann gemeinsam mit 49 anderen Fahnenträgern über den Wiener Heldenplatz. Die dafür eigens gestalteten Fahnen verweisen durch ihre Form auf den Nationalsozialismus. Doch an jener Stelle, an der früher ein Hakenkreuz prangte, waren in Wassermanns Performance die Namen großer Konzerne eingetragen.[10][11]

- In Saskatoon (Kanada) realisierte Wassermann die Performance ME MYSELF AND I (2016) Der Künstler fesselte Performer und Freiwillige aus dem Publikum mit Gaffer-Tape an Fitnessgeräte. Während die Performer gefesselt wurden, wiederholten sie positive Affirmationen wie „I am the winner in my life“. oder „I am perfectly prepared“.[12]

- Für das Kunstprojekt #DailySocialTransfer (2017) kauft Wassermann ein Jahr lang jeden Tag eine Zeitung, aus der er mit einem Klebeband Bild- und Textfragmente abzieht, um sie auf weißem Papier neu zu collagieren. So entsteht täglich eine politische Collage, die der Künstler auf einem Blog veröffentlicht.[13]

- Für die Videoarbeit SUUM CUIQUE spricht Franz Wassermann mit Menschen auf der Flucht, die in Österreich illegalisiert und abgeschobenen werden. Um diese Menschen zu schützen, werden im Video nur ihre Augen gezeigt. Die beigefügten Untertitel verkehren Fluchtgründe in Abschiebegründe. 2018 wurde SUUM CUIQUE auf der Fassade des Tiroler Landesmuseum Ferdinandeum im Rahmen der Ausstellung Forum Migration gezeigt.[14]
- Für DIE VERTRIEBENEN gräbt Franz Wassermann eine Weide aus und setzt sie kopfüber in der Südtiroler Siedlung in Telfs wieder ein. Dann wird die umgedrehte Weide in die Obhut der Bewohner*innen der Siedlung übergeben. So wie die Menschen, die vertrieben worden sind, hängt auch der vertriebene Baum von der Fürsorge und Annahme durch die Einheimischen ab. Das lebendige Denkmal wird zur sozialen Skulptur.[15][16]
- Für DIE AUSLÖSCHUNG / Namen im Widerstand. Im Gedenkjahr 2018 für die Gründung der Republik Österreich (1918) und den Anschluss an Deutschland (1938), erinnerte OFFIZIALDELIKT KREIDE / Namen im Widerstand an die Opfer des Widerstands und fragte nach dem Umgang mit ihrem demokratischen Erbe. Eine geplante Performance mit der Bevölkerung wurde von der Tiroler Landesregierung nicht genehmigt. Als künstlerische Antwort entstand die Videoarbeit DIE AUSLÖSCHUNG / Namen im Widerstand, bei der das Video rückwärts läuft und durch das auslöschen der Namen am Ende das Hakenkreuz wieder erscheint.[17]

- Im Rahmen des Kunstprojekts im öffentlichen Raum von KÖR „Die Wünsche werden den Kopf verlassen und in der Nachbarschaft spazieren gehen. Treffen wir uns in der Steppe nebenan.“ von Gabriele Sturm fanden die Aktion „Gstetten evakuieren“ von Gabriele Sturm und Performance UNKRAUT von Franz Wassermann statt. UNKRAUT ist eine Performance, bei der Pflanzen gerettet werden, die von uns als Unkraut bezeichnet und deshalb immer wieder vernichtet werden.[18]
- Für mit dir. (leise gesungen) – Denkmal für Männer und Frauen, die Opfer der Homosexuellen-Verfolgung in der NS-Zeit wurden –  Memorial-Entwurf für den Wettbewerb der Stadt Wien[19][20]
- Für WIR HAFTEN FÜR UNSERE GESCHICHTE, wird direkt in die Stirnseite der Fassade am Haupteingang des Neuen Landhauses Tirol eingeschrieben. Der schriftliche Vertrag – WIR HAFTEN FÜR UNSERE GESCHICHTE – verbindet sich unmittelbar mit dem Körper des faschistischen Monumentalbaues und seiner Geschichte. Mit dem Akt des Einschreibens wird seine geschichtliche und architektonische Wirkmächtigkeit neu formatiert und das Gauhaus zu einem Denkmal transformiert.[21][22][23]
- Der ERINNERUNGSGARTEN GESTAPO-LAGER REICHENAU –  Memorial-Entwurf für den Wettbewerb der Stadt Innsbruck – dient dem Gedenken an die ermordeten und überlebenden Opfer sowie als Gedenkort, der lebt und in die Zukunft weist. Sie fordert dazu auf, sich aktiv mit unserer Geschichte und Verantwortung auseinanderzusetzen. Die Gedenkstätte besteht aus verschiedenen Elementen, die miteinander interagieren und Prozesse initiieren.[24]
- Die MAHNWACHE, Memorial-Entwurf für das Haus der Geschichte (HdGÖ) – ein roh belassener massiver Granitblock aus dem Steinbruch des KZ Mauthausen, besetzt den historisch belasteten Ort – den Altan, den sogenannten „Hitler Balkon“ der neuen Hofburg in Wien. Dieser öffentliche Akt des Gedenkens konfrontiert uns direkt mit unserer Geschichte und den Auswirkungen des Faschismus. Die MAHNWACHE – eine schweigende Demonstration – steht für die Millionen Ermordeten und Überlebenden des Faschismus. Der unbearbeitete Stein, der das Leid der Opfer des Holocaust in sich trägt, steht schweigend am Balkon und blickt auf den Heldenplatz, das Epizentrum österreichischer Geschichte.[25][26]

## Ausstellungen
- 1997: IT WAS A T–BONE STEAK, Ausstellung zeitgleich im Parlament, im Konzentrationslager Mauthausen und in der Jesuitenkirche Innsbruck
- 1998: IKONEN, Start Weltausstellung EXPO 98, Lissabon
- 2000: BARBIE UND KEN SIND HIV - POSITIV, Kunstprojekt im öffentlichen Raum, München
- 2001: GELDLUST : MODELBANKING, Kunsthalle Tirol, Hall in Tirol
- 2002: FRANZ WASSERMANN, Galerie 5020, Salzburg
- 2003: 6. INT. BIENALE SHARJAH
- 2004: ALBERTINA, Einzelausstellung Galerie AREA 53, Wien
- 2005: IKONEN, Aktion im Künstlerhaus Wien, Wien
- 2005: TRIENNALE DER PHOTOGRAPHIE, Gruppenausstellung, Kunsthaus Hamburg
- 2006: DOCUMENTA X I I, Einzelausstellung, Kunstverein Rosenheim, Rosenheim
- 2007: FIVE FROM ÔSTERLANT, Gruppenausstellung, Galuzin Galerie TAFKAG, Oslo
- 2008: NARBEN, Kunstprojekt im öffentlichen Raum, Innsbruck
- 2009: TEMPORÄRES DENKMAL, Einzelausstellung, Landesmuseum Ferdinandeum, Innsbruck
- 2012: LIVING ROOM – ICH DAS KOLLEKTIV, Einzelausstellung, Galerie Widmer+Theodoridis, Zürich
- 2013: CRUX, Gruppenausstellung, Diözesanmuseum, Brixen
- 2014: MACH DICH SICHTBAR., Einzelausstellung, Museumsquartier – Yellow Box, Wien
- 2015: HELDENPLATZ / ANARCHIE, Performance am Heldenplatz, Wien
- 2016: ME, MYSELF AND I, Performance im öffentlichen Raum, Saskatoon

## Auszeichnungen
- 1994 Anerkennungspreis – Trend Art
- 1996 Arbeitsstipendium des Bundes
- 2001 Österreichisches Staatstipendium
- 2003 Preis für Integration und Zivilcourage für das Kunstprojekt SCHUBHAFT
- 2004 Anerkennungspreis für die Videoarbeit I beim Filmfestival Taglia Corto Florenz
- 2007 Förderpreis für Bildende Kunst Land Tirol
- 2010 Anni und Heinrich Sussmann Stipendium 1. Preis
- 2011 Bühnenwand Schwaz Kunst am Bau 1. Preis (nach Preisvergabe nicht umgesetzt)
- 2013 Tiroler Museumspreis mit dem Stadtarchiv Innsbruck für die Ausstellung 255K. – 20 Jahre Galerie Andechshof
- 2019  DIE VERTRIEBENEN, Kunst am Bau, 1. Preis, Telfs
- 2022 Nominiert Denkmal für Männer und Frauen, die Opfer der Homosexuellen-Verfolgung in der NS-Zeit wurden, Wien
- 2022 WIR HAFTEN FÜR UNSERE GESCHICHTE Denkmal für Neues Landhaus Tirol,1. Preis, Innsbruck (aus politischen Gründen nicht umgesetzt)
- 2024 ERINNERUNGSGARTEN / GESTAPO-LAGER REICHENAU Gedenkstätte Arbeitslager Reichenau, 2. Preis, Innsbruck

## Publikationen
- Franz Wassermann. Eigenverlag, Innsbruck 1997.
- mit Heidrun Sandbichler, Lois Weinberger: Austrieb der Schweine zur Eichelmast. Institut für Kunstgeschichte der Universität Innsbruck, Innsbruck 1999.
- mit Hubert Salden (Text): Schubhaft. Eigenverlag, Innsbruck 2002, ISBN 3-00-009841-0.
- Documenta 12. Gott hat sich selbst umgebracht. Franz Wassermann. Einzelausstellung, Kunstverein Rosenheim, Eigenverlag, Innsbruck 2005, ISBN 3-939446-01-7.
- mit Andrea Sommerauer (Hrsg.): Temporäres Denkmal. Prozesse der Erinnerung. Im Gedenken an 360 Opfer der NS-Euthanasie, PatientInnen des heutigen Psychiatrischen Krankenhauses Hall in Tirol, Wäscherei P, Kulturprojekt im PKH Hall, Studienverlag, Innsbruck/Wien/Bozen 2009, ISBN 978-3-7065-4375-0.
- mit Anita Moser (Hrsg.): Narben. Kunstprojekt zu sexueller Gewalt = Scars. Studienverlag, Innsbruck/Wien/Bozen 2011, ISBN 978-3-7065-4945-5.
- mit Siljarosa Schletterer: azuro ton nähe. Lyrikband mit Bildern Von Franz Wassermann, Lymbus Verlag Innsbruck-Wien 2022, ISBN 978-3-99039-220-1.
- mit Siljarosa Schletterer: entschämungen. Lyrikband mit Bildern Von Franz Wassermann, Lymbus Verlag, Innsbruck/Wien 2025, ISBN 978-3-99039-265-2.